# Francis Crozier

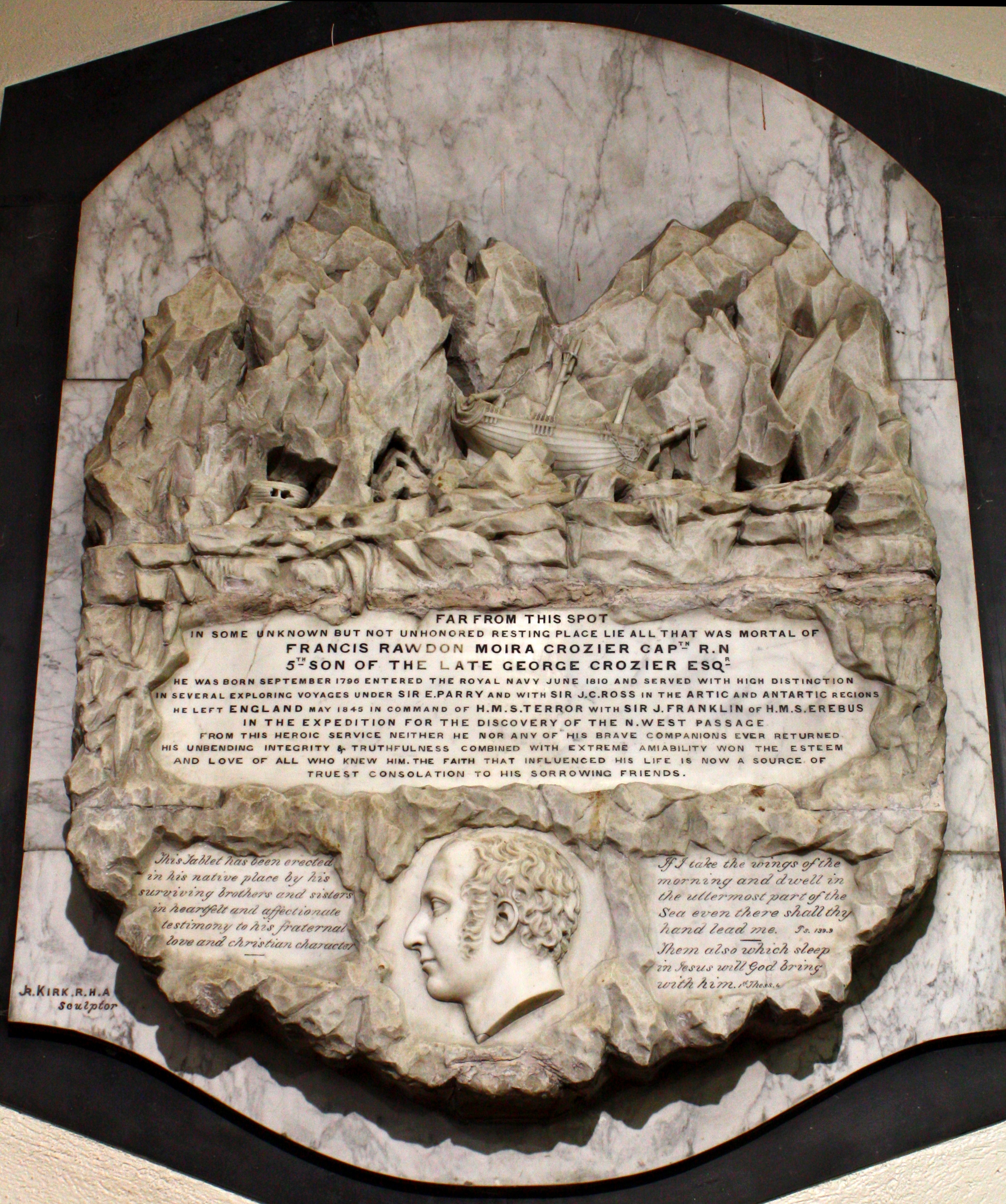
Pamětní deska Francise Croziera umístěná v kostele Seapatrick ve městě Banbridge

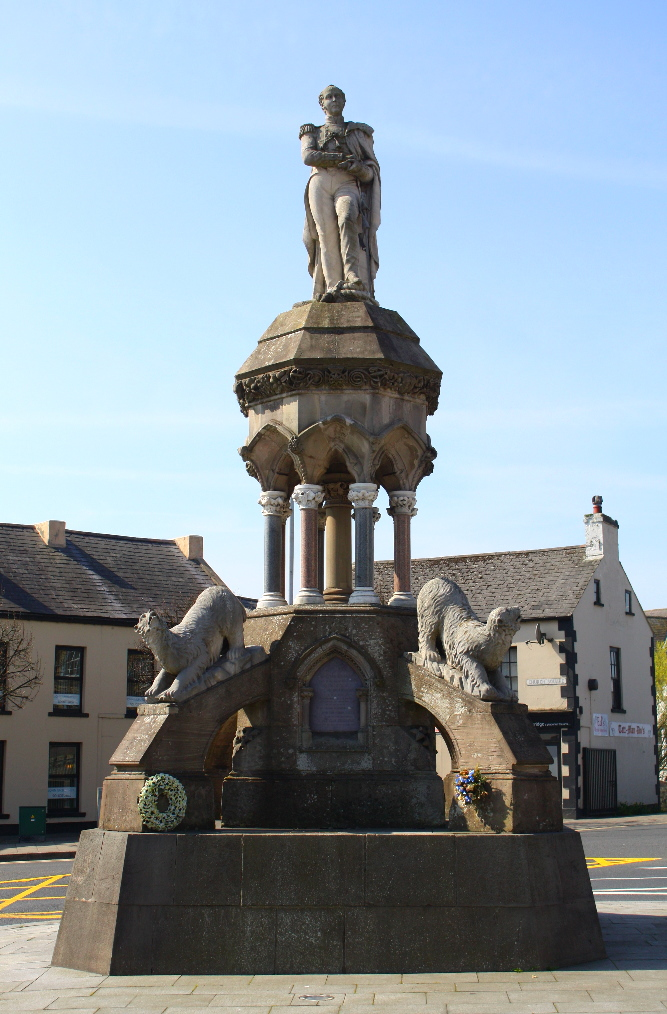
Památník Francise Croziera v Banbridge

Francis Rawdon Moira Crozier (16. srpna 1796 Banbridge – 1848 ostrov krále Viléma) byl původem irský námořní důstojník Britského královského námořnictva a polárník, který se účastnil šesti polárních výprav do Arktidy a Antarktidy. V květnu 1845 byl zástupcem Johna Franklina, velitele námořní expedice (tzv. Franklinovy expedice) a kapitánem lodi HMS Terror.

## Život
Narodil se 16. srpna 1796 ve městě Banbridge v hrabství Down. V roce 1821 se účastnil výpravy objevitele Williama Parryho do Arktidy. V letech 1839 až 1843 se účastnil, jako kapitán lodi HMS Terror, Rossovy výpravy. V roce 1846 se přidal k Franklinově expedici, a to opět jako kapitán lodi HMS Terror. Zmizel společně s celou expedici; jeho další osudy (včetně data a příčiny úmrtí) jsou neznámé. Podle zpráv tradovaných mezi Eskymáky zůstal Crozier naživu jako poslední z celé expedice a dostal se až na ostrov Southampton v severní části Hudsonova zálivu, kde zemřel prý až v roce 1864.
Crozier byl v roce 1843 zvolen členem Královské společnosti.

## Populární kultura
Francis Crozier je jednou z postav hororového románu Terror amerického spisovatele Dana Simmonse. Kniha byla v roce 2018 ztvárněna jako seriál pod názvem The Terror pro televizi AMC; Francise Croziera si zahrál britský herec Jared Harris.

## Pojmenovaná místa
Po Francisi Crozierovi jsou pojmenovaná některá zeměpisná místa na světě, např.:
- Crozierův mys na východní straně Rossova ostrova, Antarktida
- Crozierův ostrov v Kennedyho kanálu (mezi Grónskem a Ellesmérovým ostrovem)
- Kráter Crozier na Měsíci[6]